# Papírhold
A Papírhold (eredeti cím: Paper Moon) 1973-ban bemutatott fekete-fehér amerikai road movie filmdráma, melyet Peter Bogdanovich rendezett. A forgatókönyvet Alvin Sargent írta, Joe David Brown 1971-ben kiadott Addie Pray című regénye alapján. A főbb szerepekben Ryan O’Neal és lánya, Tatum O’Neal látható.
A Papírhold bevételi és kritikai sikert aratott. Tatum tízévesen elnyerte a legjobb női mellékszereplőnek járó Oscar-díjat, mellyel a díj történetének legfiatalabb győztese lett.
A film alapján 1974-ben megjelent a Paper Moon című rövid életű televíziós sorozat, Jodie Foster és Christopher Connelly főszereplésével.

## Rövid történet
Egy szélhámos férfi és egy mellé szegődő kislány az 1930-as évek nagy gazdasági világválsága idején beutazzák az Amerikai Egyesült Államokat, újabb pénzkereseti lehetőségek után kutatva.

## Cselekmény
Az 1930-as évek közepén a szélhámos Moses Pray a kansasi Gorhamban találkozik a kilencéves Addie Logginsszal, a kislány édesanyjának temetésén. Az egybegyűltek azt gyanítják, Moses az apa, aki ezt hevesen tagadja. Abba beleegyezik, hogy elviszi az Addie-t a lány nagynénjéhez a Missouri államban található St. Josephbe.
Moses hallgatásáért cserébe 200 dollárt zsarol ki annak a férfinak a bátyjából, aki egy baleset során részegen Addie anyjának halálát okozta. Addie meghallja a beszélgetést és miután Moses az összeg felét a saját autójára és a lány vonatjegyére költötte, Addie a saját jussát követeli a pénzből. Moses beleegyezik, megengedve a lánynak, hogy vele tartson, amíg elég pénzt nem szerez. Moses nemrégiben megözvegyült nőket keres fel, önmagát bibliaárusnak kiadva drága köteteket ad el nekik, melyeket állítása szerint elhunyt férjeik rendeltek meg ajándékba. Bűntársként Addie is csatlakozik a szélhámosság férfihoz, ügyesnek bizonyulva különböző átverésekben, például pénztárosok becsapásával szerezve pénzt.
Addie és „Moze” (ahogyan Addie becézi a férfit) egy karneválon vesz részt, ahol Moze belehabarodik egy kétes erkölcsű táncosnőbe, Miss Trixie Delightba. Faképnél hagyja Addie-t egy fotós standnál, akiről így egyedül készül fénykép egy papírhold alatt. Addie legnagyobb bosszúságára Moze felveszi autójába Trixie-t és annak kizsákmányolt tizenéves afroamerikai szolgálólányát, Imogene-t. A Trixie-re féltékeny Addie összebarátkozik Imogene-nel. Miután Mose minden pénzüket elköltötte egy drágább autóra, ezzel próbálva lenyűgözni az anyagias Trixie-t, Addie és Imogene közös tervet eszel ki. A hotelben, ahol megszálltak, ráveszik a recepcióst, keresse fel a könnyen kapható Trixie-t szobájában, ezután odaküldik Mose-t, aki félreérthetetlen helyzetben találja őket. Az összetört szívű Moze gyorsan továbbáll, Addie pedig pénzt ad Imogene-nek, amiből a lány hazautazhat családjához.
Egy másik, vidéki hotel közelében Moze felfedezi egy szeszcsempész raktárát, tele whiskyvel. Egy részét ellopja és újból eladja ugyanennek a csempésznek. Balszerencséjére a csempész ikertestvére, a helyi seriff gyorsan letartóztatja Addie-val együtt. Addie eldugja a bizonyítékot jelentő pénzt és a lefoglalt kocsikulcsot, majd Mose-zal együtt megszöknek a rendőrségről. Egy autós üldözés után Moze elcseréli körözött autójukat egy régebbi, rozoga modellre, de az üzlet nyélbeütéséhez előbb birkózásban le kell győznie egy Leroy nevű vidékit. Moze és Addie elérik Missouri határát, Moze újabb átverést eszel ki, ám a seriff és emberei a nyomára bukkannak. Mivel saját körzetükön kívül nem tartóztathatják le, alaposan helybenhagyják a szélhámost és elveszik tőle Addie-val közös pénzét. A megalázott és nincstelenné vált Moze elviszi a kislányt annak nagynénjéhez, de Addie ismét csatlakozik hozzá – emlékeztetve arra, hogy a férfi még mindig tartozik neki 200 dollárral. Autójuk hirtelen magától gurulni kezd az országúton, de sikerül időben felugraniuk rá és együtt utaznak tovább.

## Szereplők

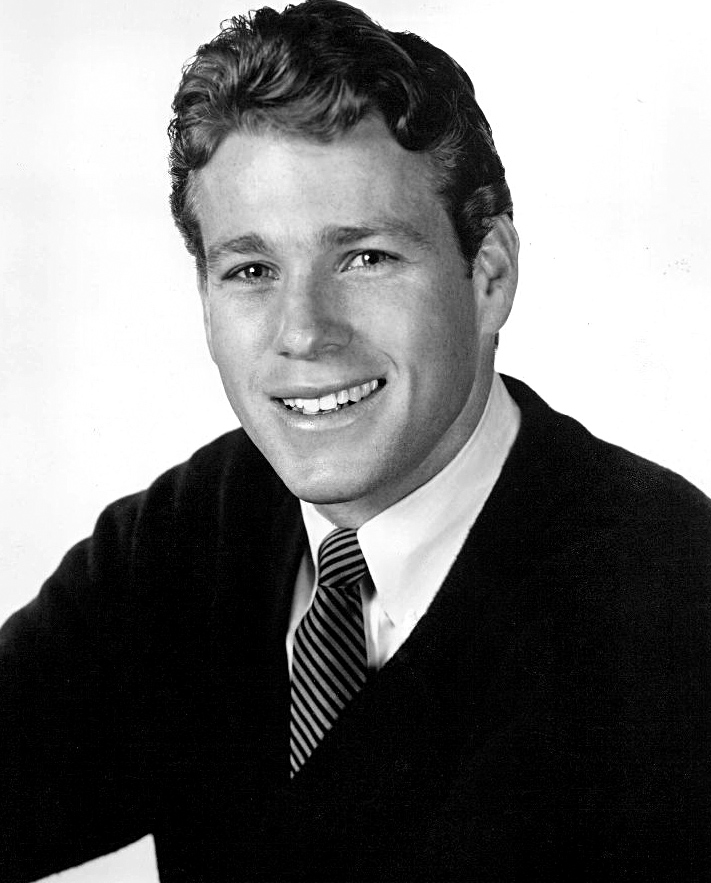
Ryan O’Neal, a film férfi főszereplője. A színész egy évvel korábban a Mi van, doki? című filmben dolgozott együtt Peter Bogdanovich rendezővel

| Szerep                      | Színész           | Magyar hang        | Magyar hang        |
| Szerep                      | Színész           | 1. szinkron (1979) | 2. szinkron        |
| --------------------------- | ----------------- | ------------------ | ------------------ |
| Moses "Moze" Pray           | Ryan O’Neal       | Tahi Tóth László   | Galambos Péter     |
| Addie Loggins               | Tatum O’Neal      | Kökényessy Ági     | Bogdányi Titanilla |
| Trixie Delight              | Madeline Kahn     | Schütz Ila         | Kiss Erika         |
| Hardin seriff / Jess Hardin | John Hillerman    | Szersén Gyula      | Láng József        |
| Floyd, recepciós            | Burton Gilliam    | Ujréti László      |                    |
| Imogene, szolgálólány       | P.J. Johnson      |                    | Solecki Janka      |
| lelkész                     | James N. Harrell  | Makay Sándor       | Pataky Imre        |
| Mr. Robertson, pultos       | Noble Willingham  | Kristóf Tibor      |                    |
| Leroy                       | Randy Quaid       | Sörös Sándor       |                    |
| seriffhelyettes             | Hugh Gillin       |                    |                    |
| Billie néni                 | Rose-Mary Rumbley | Schubert Éva       |                    |

## Fogadtatás

### Bevételi adatok
A 2,5 millió amerikai dolláros költségvetésből készült film több mint 30 millió dollárt termelt.

### Díjak és jelölések

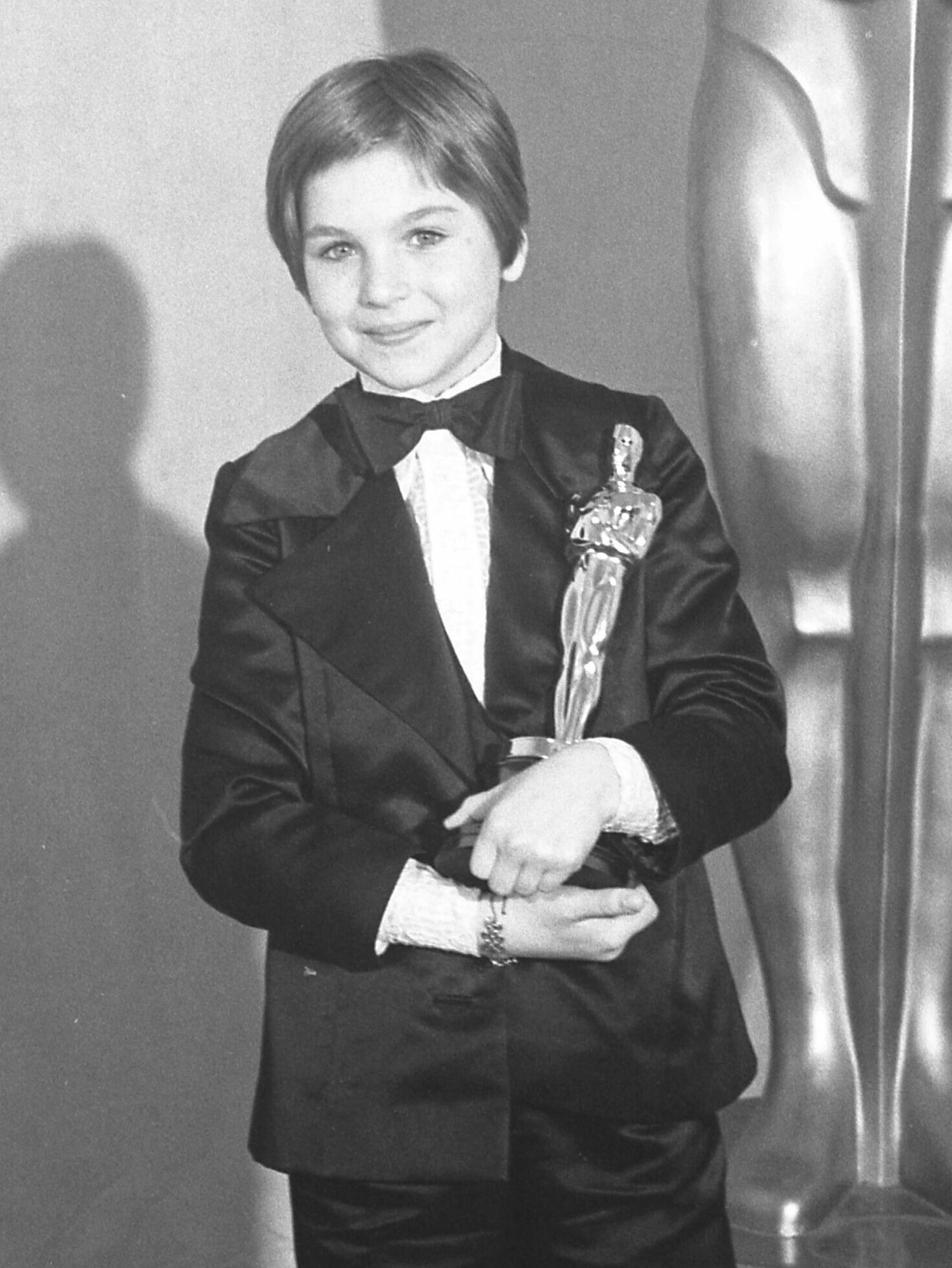
Tatum O’Neal 1974-ben, a legjobb női mellékszereplőnek járó Oscar-díj megnyerése után

| Díj                    | Kategória                                           | Jelölt                           | Eredmény | Ref.  |
| ---------------------- | --------------------------------------------------- | -------------------------------- | -------- | ----- |
| Oscar-díj              | legjobb női mellékszereplő                          | Madeline Kahn                    | Jelölve  | [ 7 ] |
| Oscar-díj              | legjobb női mellékszereplő                          | Tatum O’Neal                     | Elnyerte | [ 7 ] |
| Oscar-díj              | legjobb adaptált forgatókönyv                       | Alvin Sargent                    | Jelölve  | [ 7 ] |
| Oscar-díj              | legjobb hang                                        | Richard Portman és Les Fresholtz | Jelölve  | [ 7 ] |
| David di Donatello-díj | legjobb külföldi színésznő                          | Tatum O’Neal                     | Elnyerte |       |
| Golden Globe-díj       | legjobb filmmusical vagy vígjáték                   | –                                | Jelölve  | [ 9 ] |
| Golden Globe-díj       | legjobb férfi főszereplő (zenés film vagy vígjáték) | Ryan O’Neal                      | Jelölve  | [ 9 ] |
| Golden Globe-díj       | legjobb női főszereplő (filmmusical vagy vígjáték)  | Tatum O’Neal                     | Jelölve  | [ 9 ] |
| Golden Globe-díj       | Az év színésznő felfedezettje                       | Tatum O’Neal                     | Elnyerte | [ 9 ] |
| Golden Globe-díj       | legjobb női mellékszereplő                          | Madeline Kahn                    | Jelölve  | [ 9 ] |
| Golden Globe-díj       | legjobb filmrendező                                 | Peter Bogdanovich                | Jelölve  | [ 9 ] |

## Fordítás
- Ez a szócikk részben vagy egészben  a   Paper Moon (film) című angol Wikipédia-szócikk fordításán alapul.  Az eredeti cikk szerkesztőit annak laptörténete sorolja fel. Ez a jelzés csupán a megfogalmazás eredetét és a szerzői jogokat jelzi, nem szolgál a cikkben szereplő információk forrásmegjelöléseként.